# Place du Baty
À ne pas confondre avec la place du Batty à Liège
La place du Baty  est une place publique classée située dans le village de Seny faisant partie de la commune de Tinlot en Belgique (province de Liège).

## Localisation
La place du Baty se situe au centre du village condrusien de Seny. Traversée par la route nationale 66 depuis la Grand Route de l'État vers Sous l'Aisance, la place donne aussi accès à la route de Terwagne, à la rue de la Brasserie et à Hayoulle.

## Description
Cette place de forme presque rectangulaire et en légère pente a une superficie totale (voiries + parc) d'environ 4 500 m2 avec une longueur moyenne de 100 m et une largeur moyenne de 45 m.

### Le parc
Le parc arboré a une superficie d'environ 2 000 m2. En son centre, s’élève un monument commémoratif à la résistance intérieure belge et à l'armée secrète pendant la Seconde Guerre mondiale réalisé par Adolphe Sprumont de Nandrin.

### Patrimoine
La place est entourée de plusieurs bâtiments (dont quelques fermes ou anciennes fermes) repris à l'inventaire du patrimoine immobilier culturel de la Wallonie parmi lesquels :
- l'église Saint-Pierre, de style néoclassique, est reconstruite vers 1850[2] et située à l'est de la place.
- la ferme bâtie au XVIIIe siècle et au XIXe siècle se trouve sur la partie sud de la place, au no 5A, et comprend une porte d'entrée charretière en anse de panier et une longue cour intérieure rectangulaire[3].
- entre la rue de la Brasserie et la route de Terwagne, se trouve au no 2, une ferme en U avec portail d'entrée en anse de panier à claveaux passants un-sur-deux et une clé à panneau sculpté[4].
- à l'angle nord-ouest de la place et au début de la route de Terwagne, une vaste ferme en carré avec cour intérieure possède aussi un portail d'entrée en anse de panier à claveaux passants un-sur-deux et une clé au millésime de 1823[5].
- l’ancienne ferme abbatiale, qui dépendait sous l'Ancien Régime de l'abbaye de Saint-Trond, remonte au XVIIIe siècle pour sa partie située au no 10 à front de rue, au nord de la place, et a été transformée en maison de repos[6].

À l'arrière de la ferme sise au no 5A et à une centaine de mètres au sud de la place, se trouve le château de Seny appelé aussi château Fabri venant du patronyme de la famille propriétaire depuis 1848, construit au XVIIIe siècle et au XIXe siècle.

## Classement et protection
La place du Baty est reprise depuis le 18 mai 1984 sur la liste du patrimoine immobilier classé de Tinlot.

## Galerie

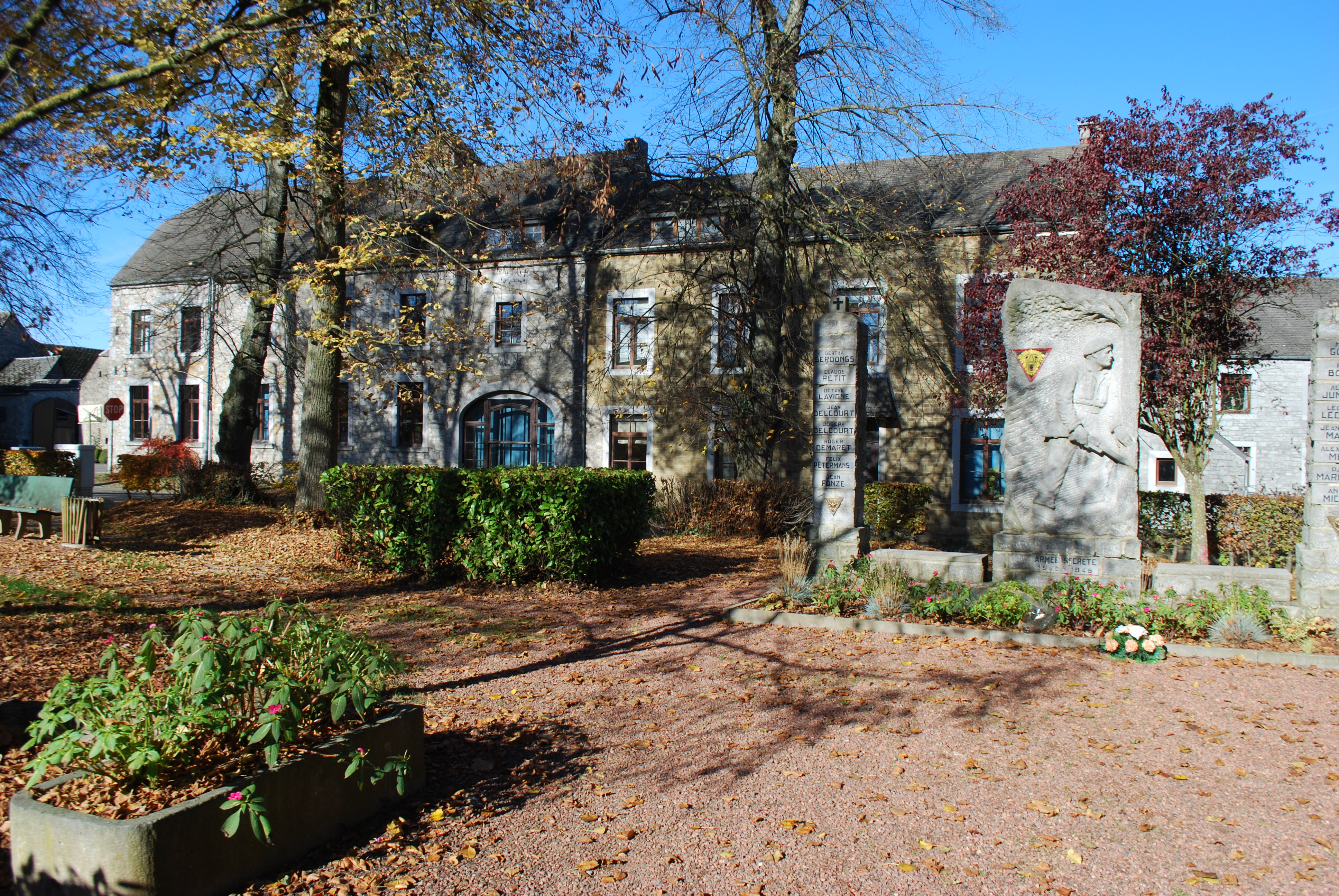
Monument commémoratif à la résistance
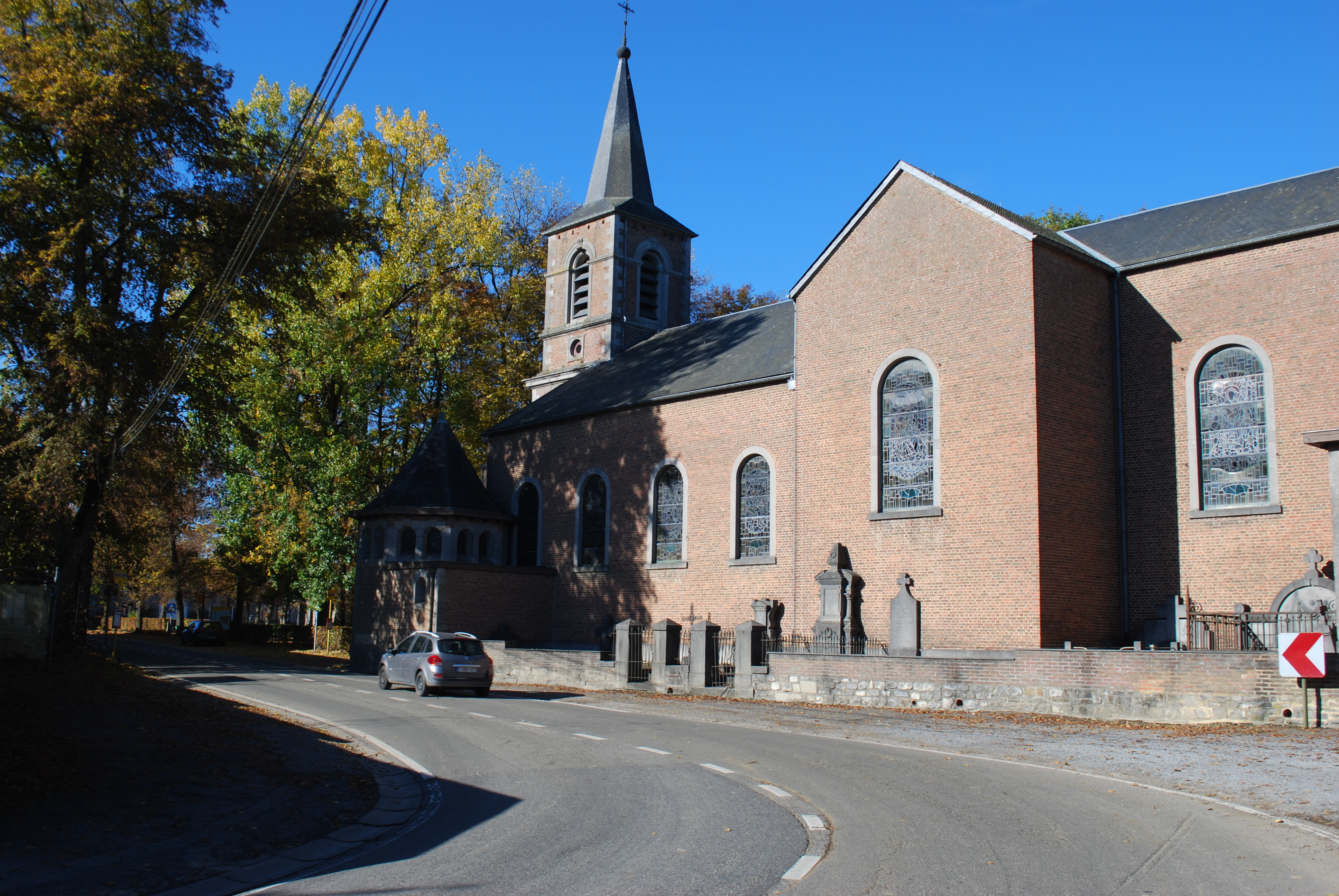
Église Saint-Pierre
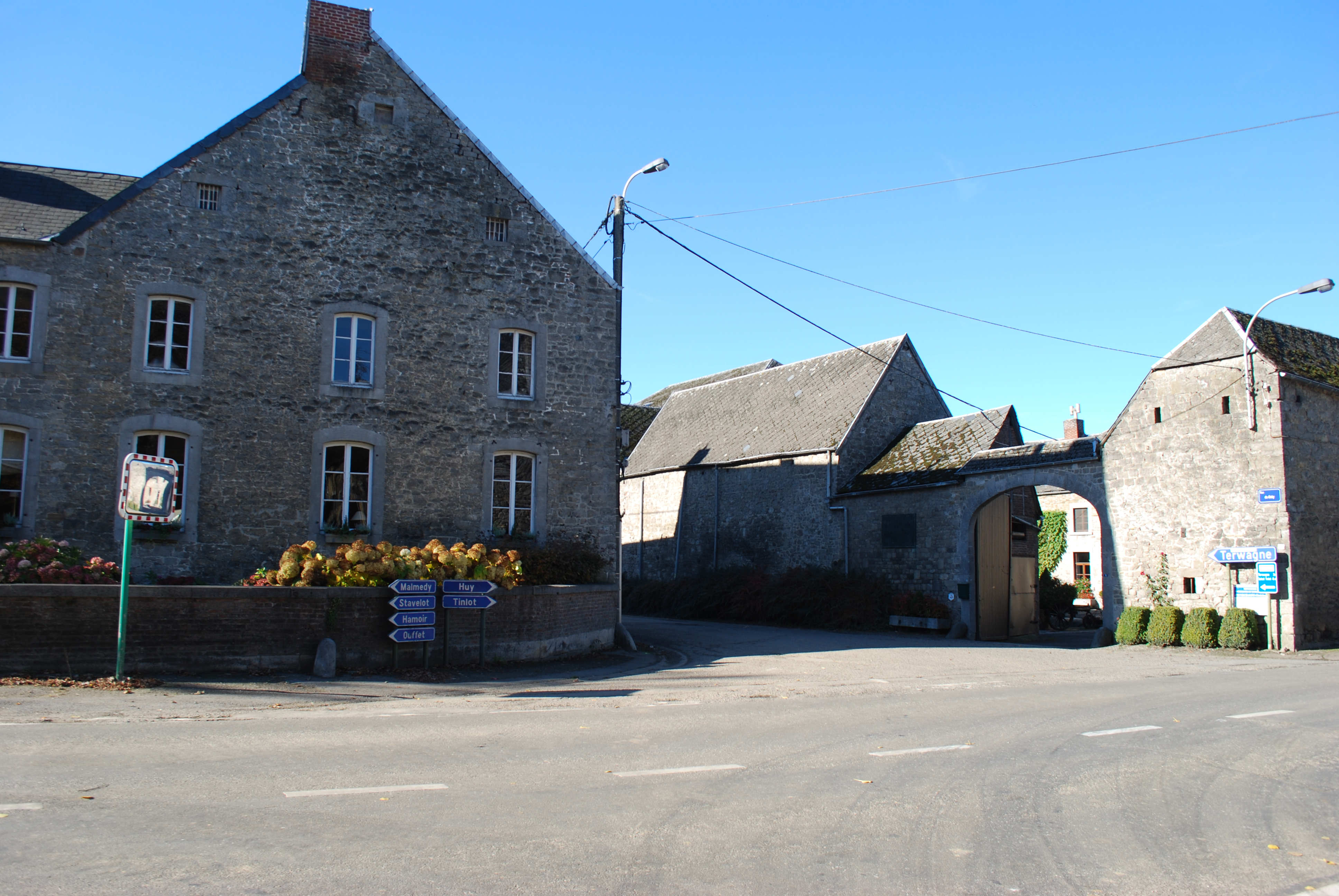
Deux fermes de la place du Baty
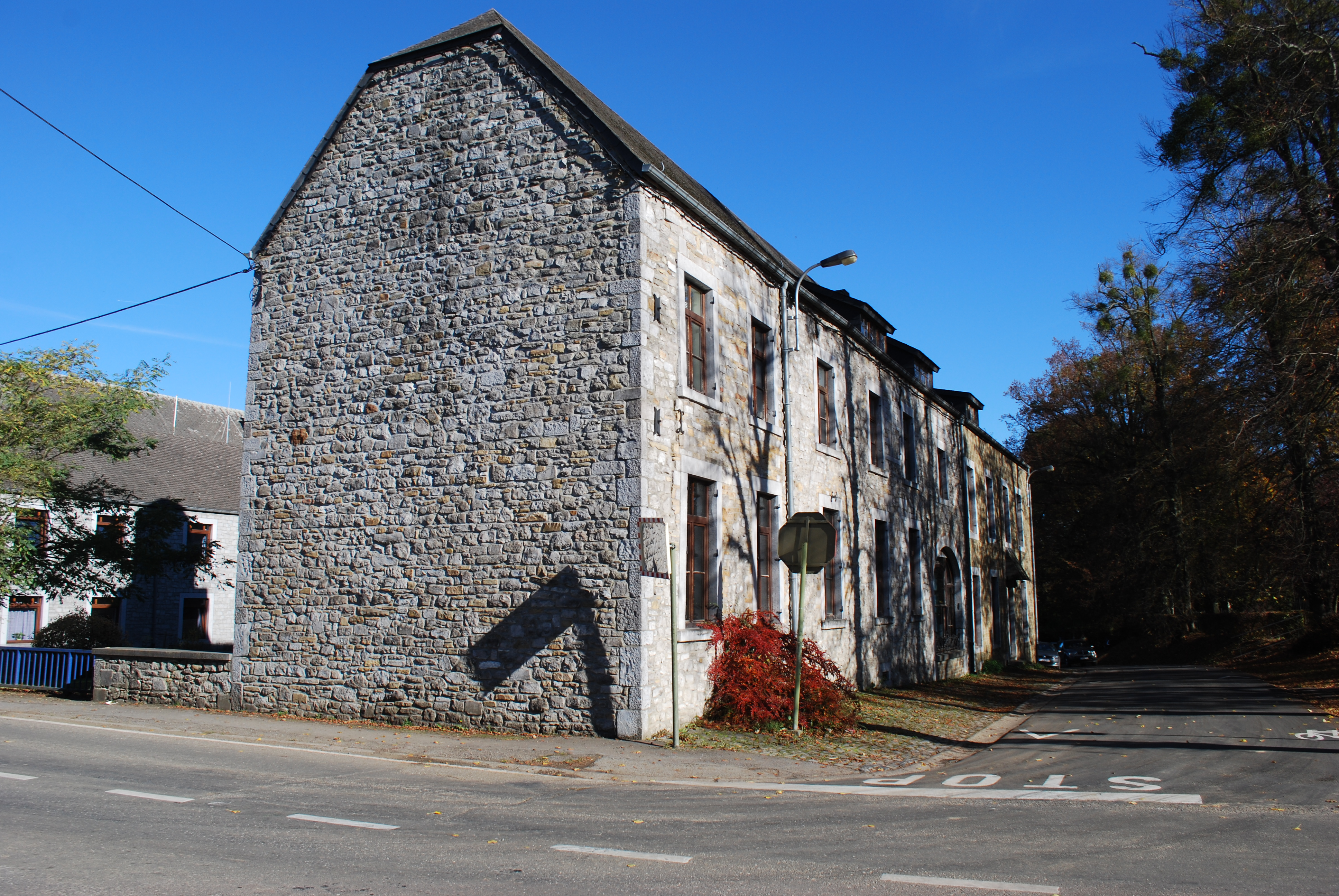
Ancienne ferme abbatiale